# Brigada de Choque
Die Brigada de Choque (abgekürzt Brichoq, deutsch Schockbrigade, auch “Brigada Intervençã”, deutsch Interventionsbrigade) war eine Einheit der Forças Armadas de Libertação Nacional de Timor-Leste (FALINTIL) im Kampf gegen die indonesischen Invasoren, die Osttimor zwischen 1975 und 1999 besetzt hielten.
Die Brigada de Choque wurde Mitte 1977 geschaffen, als die FALINTIL ihre Strategie im Abwehrkampf gegen die indonesische Invasion änderte. Die Einheiten der Brigade hatten keinen festen Stützpunkt, sondern wurden jeweils zu ihren Einsatzorten geschickt, wo sie Überraschungsangriffe auf die indonesische Armee ausführten. Die Brigade bestand aus mehreren Kompanien, die vom ehemaligen Kommandanten des Sektors Fronteira Norte Sebastião Maria Doutel Sarmento ausgebildet wurden. Sarmento war auch Kommandant der Brigade. Zum zweiten Kommandanten wurde Guido Diamantino Soares ernannt. Vor dem Fall der Basis am Matebian 1978 plante man bis zu 11.000 Mann in dieser mobilen Einheit aufzustellen. Nach Zerstörung der letzten Widerstandsbasen übernahmen die Brigada Vermelha (deutsch Rote Brigade) die Aufgabe der mobilen Einsatzkräfte im Widerstand.
Es gab auch Brigadas de Choque Femininas die aus Frauen bestanden und ebenso in Kampfeinsätze gingen.

## Prominente Mitglieder
- Sebastião Maria Doutel Sarmento (Kakoak), Kommandant der Brigade[5]
- José Cirilo Nunes (Maubrani), zweiter Kommandant[5]
- Guido Diamantino Soares (Kakeu), zweiter Kommandant[5]
- Calisto dos Santos (Coliati), Soldat, später Oberst der Verteidigungskräfte Osttimors
- Jacinto Alves, Soldat